# Еохайд Сіра Сокира
Еохайд Сіра Сокира – (ірл. - Eochaid Faebar Glas) – він же: Еохайд Фебер Глас, Еохайд мак Конмел – верховний король Ірландії. Час правління: 1115 – 1095 до н. е. (згідно з «Історією Ірландії» Джеффрі Кітінга) [3] або 1493 – 1473 до н. е. (відповідно до «Хроніки Чотирьох Майстрів») [4]. Син Конмела (ірл. – Conmáel). Прийшов до влади після вбивства двох братів – Кермна Фінна та Собайрке, які були співправителями Ірландії. Кермна був вбитий безпосередньо Еохайдом Фебер Гласом в битві під Тарою (столицею давньої Ірландії), а Собайрке був вбитий того ж року в битві з фоморами, які напали на Ірландію. Згідно іншої версії, яка наводиться в «Книзі Захоплень Ірландії» Еохайд Сіра Сокира прийшов до влади після семирічного межи царства після смерті короля Тігернмаса. На трон верховних королів Ірландії в час його правління претендував Смірголл (ірл. – Smirgoll) – онук Тігернмаса. Але його спроба захопити владу була невдалою – він був вбитий Еохайдом Сіра Сокира в битві Друімм Ліахайн (Друмь Ляхань) (ірл. - Druimm Liatháin). Правив Ірландією протягом 20 років. Був вбитий сином Смірголла – Фіахою Лабрайне (ірл. - Fiacha Labrainne) в битві під Карманом (ірл. – Carman). «Книга Захоплень Ірландії» синхронізує його правління з часом правління царя Ассирії Пірітіадеса, що сумнівно [2]. 